# La Mordidita
"La Mordidita"  (Em Português: A Mordidela) é uma canção interpretada pelo cantor porto-riquenho Ricky Martin, incluiu em seu décimo álbum A Quien Quiera Escuchar (2015). Foi lançado em 21 de abril de 2015 como o terceiro single do disco.

## Vídeo musical
O vídeoclip de "La Mordidita" foi lançado em Vevo em 12 de junho, 2015.

## Lista de canciones
| Digital download |                                   |         |  |
| N.º              | Título                            | Duração |  |
| 1.               | "La Mordidita" (featuring Yotuel) | 3:31    |  |

| Digital single |                                                     |         |  |
| N.º            | Título                                              | Duração |  |
| 1.             | "La Mordidita" (Brian Cross Remix featuring Yotuel) | 3:34    |  |

| Digital single |                                                      |         |  |
| N.º            | Título                                               | Duração |  |
| 1.             | "La Mordidita" (Urban Remix featuring Zion & Lennox) | 3:51    |  |

## Posição em listas
| Lista (2015)                                 | Posición |
| Republica Dominicana (Monitor Latino)        | 1        |
| -------------------------------------------- | -------- |
| Espanha (PROMUSICAE)                         | 11       |
| Estados Unidos (Billboard Hot Latin Songs)   | 14       |
| Estados Unidos (Billboard Latin Pop Airplay) | 2        |

## Histórico de Lançamentos
| País           | Data                | Formato                              | Etiqueta         | Ref.  |
| -------------- | ------------------- | ------------------------------------ | ---------------- | ----- |
| Estados Unidos | 2 de junho de 2015  | Descarga digital (Brian Cross Remix) | Sony Music Latin | [ 4 ] |
| Estados Unidos | 16 de julho de 2015 | Descarga digital (Urban Remix)       | Sony Music Latin | [ 4 ] |